# 永田寛哲
永田 寛哲（ながた ひろあき、1979年1月25日- ）は、日本の実業家。元ピクシブ株式会社代表取締役社長。女性アイドルグループ・虹のコンキスタドール元プロデューサー。小板橋 英一の筆名で編集者・ライターとしても活動している。香川県観音寺市出身。

## 来歴・人物
父親は歯科医であったが、家庭の都合で各地を転々とする幼少時代を過ごす。1991年、開成中学校に入学し、この時、後にpixiv開発統括となる青木俊介と出会う。
1997年、東京医科歯科大学歯学部に入学。在学中にモーニング娘。ファンとなり、熱心な「モーヲタ」（モーニング娘。のオタク）となる。小板橋英一の名義でフリーの編集者、ライター活動を始める。その後、大学を6回次で休学し、メディアプロダクション・ユービックとしての活動を開始。
2007年1月、クルーク株式会社（現ピクシブ株式会社）取締役副社長に就任する。
2011年、ピクシブプロダクションを設立。
2014年、サウンドプロデューサーに福嶋麻衣子（もふくちゃん）を迎え、ピクシブで「つくドル!」プロジェクト開始。同プロジェクトより生まれた女性アイドルグループ虹のコンキスタドール（虹コン）の総合プロデューサーを務める。また2016年7月にはベースボールガールズをベボガ!（虹のコンキスタドール黄組）に改称の上、ピクシブプロダクションに所属させる。
2017年12月、もふくちゃんと関係の深いディアステージに前述2グループは移籍し、永田も取締役就任を予定していたが、実際には就任はしなかった。そこには2018年4月に、「虹のコンキスタドールの元メンバーから風呂場盗撮、及びセクハラ・パワハラで提訴され、写真週刊誌「FLASH 2018年6月12日号」に永田本人の写真と記事が掲載されたことが影響していると思われる（ピクシブ利用者の退会が相次いだ）。
2018年6月にセクハラ・パワハラによる起訴や横領疑惑などがメディアで取りざたされ、代表取締役としての職責を果たすことが困難としてピクシブ株式会社及び関連会社の役職をわずか半年で辞任。
2020年2月11日、裁判前の盗撮及びセクハラに関する裁判内容を永田の関連する株式会社ディアステージ、ピクシブ株式会社、アニメイトホールディングスの三社に送付した送付し名誉を毀損したとして、弁護士2名と元虹コンメンバー1名を訴えた件その反対訴訟の東京地裁で判決が出され、永田の請求をいずれも棄却し、110万円を元虹コンメンバーに対して支払うよう命じられた。同訴訟では、永田が元虹コンメンバーよりマッサージを有償で受けていたが性的なものではなかったこと、マッサージに関してメンバーより提案されたこともあること、元メンバーが希望した京都旅行に同行しホテルでは同室で宿泊したが性的なことは無かったこと、同旅行の費用は全額永田が提供したこと、元メンバーが永田の私物のDVDを再生しその内容を他のメンバーに送信したこと。送信した内容に元メンバー及び送信先の他メンバーのものは含まれていなかったことが法廷で陳述されている。

### 略歴
- 1979年（昭和54年） - 1月25日、香川県観音寺市に生まれる
- 1997年（平成9年） - 東京医科歯科大学歯学部入学
- 2007年（平成19年） - クルーク株式会社（現ピクシブ株式会社）取締役副社長に就任
- 2017年（平成29年） - ピクシブ株式会社取締役会長に就任
- 2018年（平成30年） - ピクシブ株式会社代表取締役社長に就任
- 2018年（平成30年） - ピクシブ株式会社代表取締役及び関係子会社の代表取締役及び取締役を辞任[12]